# 이그나시오 소사
이그나시오 소사(스페인어: Ignacio Sosa Ospital, 2003년 8월 31일~)는 우루과이의 축구 선수로, 페냐롤과 우루과이 연령별 대표팀에서 미드필더로 활동하고 있다.

## 구단 경력
2021년 7월 3일, 세로라르고와의 리그 경기에서  프로 데뷔전을 치렀다.

## 국가대표팀 경력
2021년 10월 23일, 코스타리카와 온두라스와 의 친선경기를 위해 우루과이 U-20 대표팀에 처음 발탁되었으며, 2023년 FIFA U-20 월드컵에서 우승한 우루과이 대표팀의 일원이다.